# Peter Blake (artiste)
Pour les articles homonymes, voir Peter Blake et Blake.
Peter Blake est un artiste britannique né le 25 juin 1932 à Dartford (Kent, Royaume-Uni).

## Biographie
Après des études de dessinateur industriel et d'arts plastiques, Peter Blake obtient une bourse pour étudier les cultures populaires en Europe. Sa première exposition a lieu en 1962. En 1967, il réalise, avec sa conjointe Jann Haworth, la couverture de l’album Sgt. Pepper's Lonely Hearts Club Band du groupe britannique The Beatles. Dans ses œuvres, il récupère et mélange les images stéréotypées issues de la culture populaire anglaise. Il est, avec Richard Hamilton, l'un des pères du Pop Art anglais.
En 2011, on lui confie le travail de design pour la nouvelle statuette remise lors de la cérémonie des Brit Awards en Angleterre (ce fut à Vivienne Westwood que la tâche fut attribuée l'année précédente).

## Œuvre
- 1949 : Self-Portrait, collection privée.
- 1955 : ABC Minors, au Musée Ludwig, à Cologne.
- 1961 : Tuesday, à la Tate Gallery, à Londres.
- 1961-1964 : Assemblage Nudina, au Badischer Kunstverein, à Karlsruhe.
- 1962 : Toy Shop, à la Tate Gallery, à Londres.
- 1963 : Bo Diddley, au Musée Ludwig, à Cologne.
- 1964-1965 : Bedouin, au Musée Thyssen-Bornemisza, à Madrid.
- 1966-1975 : Tarzan, Jane, Boy and Cheeta, collection privée.
- 1967 : Sergeant Pepper, Beatles[1].
- 1983 : The Meeting (Have a nice day Mister Hockney), au Tate Modern, à Londres

## Distinctions et honneurs
- Membre de la Royal Academy (RA - 1981)[2]
- Commandeur de l'Ordre de l'Empire britannique (CBE - 1983)[3]
- Knight Bachelor (2002)[4]